# Eois
Eois är ett släkte av fjärilar. Eois ingår i familjen mätare.

## Dottertaxa tillEois, i alfabetisk ordning[1]
- Eois abbreviata
- Eois aberrans
- Eois acerba
- Eois adimaria
- Eois agroica
- Eois albigirisea
- Eois albimacula
- Eois albosignata
- Eois alticola
- Eois amarillada
- Eois amaryllaria
- Eois ambarilla
- Eois amydroscia
- Eois anguinata
- Eois angulata
- Eois anisorrhopa
- Eois antiopata
- Eois apyraria
- Eois arenacea
- Eois argentifolia
- Eois atrostrigata
- Eois aurata
- Eois auruda
- Eois azafranata
- Eois basaliata
- Eois batea
- Eois beebei
- Eois bellissima
- Eois bermellada
- Eois bifilata
- Eois binaria
- Eois biradiata
- Eois bitaeniata
- Eois bolana
- Eois boliviensis
- Eois borrata
- Eois borratoides
- Eois brasiliensis
- Eois brunnea
- Eois brunneicosta
- Eois burla
- Eois camptographata
- Eois canariata
- Eois cancellata
- Eois carmenata
- Eois carnata
- Eois carrasca
- Eois cassandra
- Eois catana
- Eois cedon
- Eois cellulata
- Eois cervina
- Eois chasca
- Eois chione
- Eois chrysocraspedata
- Eois cinerascens
- Eois cinyras
- Eois ciocolatina
- Eois citriaria
- Eois cobardata
- Eois coerulea
- Eois cogitata
- Eois coloraria
- Eois commixta
- Eois concatenata
- Eois condensata
- Eois consocia
- Eois contractata
- Eois contraversa
- Eois costalaria
- Eois cressigenes
- Eois crocina
- Eois cymatodes
- Eois decursaria
- Eois deleta
- Eois delicatula
- Eois denlerata
- Eois diapsis
- Eois dibapha
- Eois dione
- Eois discata
- Eois dissensa
- Eois dissimilaris
- Eois diversicosta
- Eois dorisaria
- Eois dryantis
- Eois dryope
- Eois duplicilinea
- Eois elongata
- Eois encina
- Eois ephyrata
- Eois escamata
- Eois expallidata
- Eois expeurgata
- Eois expressaria
- Eois fasciata
- Eois ferruginata
- Eois filiferata
- Eois flavata
- Eois flavifulva
- Eois flavotaeniata
- Eois fragilis
- Eois fucosa
- Eois fulva
- Eois fulvicosta
- Eois funiculata
- Eois furvibasis
- Eois fuscicosta
- Eois gemellaria
- Eois glauculata
- Eois golosata
- Eois goodmani
- Eois grataria
- Eois griseicosta
- Eois guapa
- Eois haematodes
- Eois haltima
- Eois heliadaria
- Eois hermosaria
- Eois heza
- Eois hocica
- Eois hulaquina
- Eois hyperythraria
- Eois hyriaria
- Eois hyriata
- Eois ignefumata
- Eois imitata
- Eois impletaria
- Eois incandescens
- Eois inconspicua
- Eois indignaria
- Eois inflammata
- Eois ingrataria
- Eois innocens
- Eois insignata
- Eois insolens
- Eois insolita
- Eois insueta
- Eois intacta
- Eois internexa
- Eois inviolata
- Eois iophrica
- Eois isabella
- Eois isographata
- Eois jifia
- Eois lavendula
- Eois lavinia
- Eois leprosa
- Eois leucampyx
- Eois lilacea
- Eois lilacina
- Eois lineolata
- Eois lucivittata
- Eois lunatissima
- Eois lunifera
- Eois lunulosa
- Eois lurida
- Eois macrozeta
- Eois marcearia
- Eois margarita
- Eois marginata
- Eois mediofusca
- Eois mediogrisea
- Eois mediostrigata
- Eois memorata
- Eois metriopis
- Eois mexicaria
- Eois mictographa
- Eois mixosemia
- Eois multilunata
- Eois multiplicata
- Eois multistrigaria
- Eois muscosa
- Eois muscularia
- Eois myrrha
- Eois nacara
- Eois naias
- Eois neclas
- Eois necula
- Eois neutraria
- Eois nigriceps
- Eois nigricosta
- Eois nigrinotata
- Eois nigriplaga
- Eois nigrosticta
- Eois noctilaria
- Eois nubifera
- Eois numeria
- Eois numida
- Eois nundina
- Eois nympha
- Eois obada
- Eois obscura
- Eois occia
- Eois ochracea
- Eois ocultata
- Eois odatis
- Eois olivacea
- Eois olivaria
- Eois operbula
- Eois ops
- Eois pallicinctaria
- Eois pallidicosta
- Eois pallidula
- Eois pararussearia
- Eois paraviolascens
- Eois particolor
- Eois parva
- Eois paulona
- Eois percisa
- Eois perflava
- Eois perfusca
- Eois perstrigata
- Eois peruviensis
- Eois phaneroscia
- Eois plana
- Eois planetaria
- Eois planifimbria
- Eois platearia
- Eois plicata
- Eois plumbacea
- Eois plumbeofusa
- Eois polycima
- Eois porphyretica
- Eois primularis
- Eois pseudobada
- Eois punctata
- Eois punctifera
- Eois pyraliata
- Eois pyrauges
- Eois quadrilatera
- Eois rapistriaria
- Eois rectifasciata
- Eois reducta
- Eois relaxaria
- Eois restrictata
- Eois reticulata
- Eois roseocincta
- Eois rubiada
- Eois rubicunda
- Eois russearia
- Eois sagittaria
- Eois sanguilinea
- Eois sanguilineata
- Eois saria
- Eois scama
- Eois semipicta
- Eois semirosea
- Eois semirubra
- Eois seria
- Eois serrilineata
- Eois signaria
- Eois silla
- Eois simplicearia
- Eois simulata
- Eois singularia
- Eois snellenaria
- Eois sordida
- Eois stellataria
- Eois suarezensis
- Eois subangulata
- Eois subcrocearia
- Eois subpallida
- Eois subrosea
- Eois subtectata
- Eois tambora
- Eois tegularia
- Eois telegraphica
- Eois tertulia
- Eois tessellata
- Eois thetisaria
- Eois tiebaghi
- Eois toporata
- Eois transsecta
- Eois trillista
- Eois trinotata
- Eois undulosaria
- Eois undulosata
- Eois unilineata
- Eois warreni
- Eois veniliata
- Eois verisimilis
- Eois versata
- Eois vinosata
- Eois violada
- Eois viridiflava
- Eois vitellaria
- Eois xanthoperata
- Eois yvata
- Eois zenobia
- Eois zorra